# Gaston Laplace
Pour les articles homonymes, voir Laplace.
Gaston Ernest Désiré Laplace (1885-1917) est un graveur français né le 11 juillet 1885 dans le 12e arrondissement à Paris (75) et mort le 13 décembre 1917 au lieu-dit La Saussaz à Saint-Michel-de-Maurienne(73).

## Biographie

### Jeunesse et formation (1885-1913)
Né d’un père charcutier (Clément Eusèbe Laplace 1851- ?) et d’une mère femme de chambre (Anne Alexandrine Baudouin 1858- ?), Gaston Laplace se forme très jeune à la gravure. Il se rend dans des musées afin de réaliser des copies de grands artistes tels qu’Harmensz van Rijn Rembrandt ou Jean-François Millet. Très vite, il se spécialise dans la représentation d’ouvrages architecturés.
Il est appelé pour son service militaire durant l’année 1905. Il est recruté au 3e bureau de la Seine (75) et porte comme matricule le numéro 2157. Il intègre le 8 octobre 1906, le 101e régiment d'infanterie. Le 9 novembre 1906, il est affecté à la 4e section de secrétaires d’état-major et du recrutement en raison de ses palpitations cardiaques et de son hypertrophie. Il rejoint ensuite la 20e section de secrétaires d’état-major et du recrutement. Il passe dans la réserve active de l’armée le 1er octobre 1908. Le 8 janvier 1912, il est affecté comme graveur au Pyrénée géographique de l’armée. En effet, à la fin du XIXe siècle, l’armée française entreprend la révision de l’ensemble de sa cartographie pyrénéenne. Gaston Laplace est chargé de réaliser de nouvelles cartes représentant les topographies des chaînes montagneuses, les différentes fortifications françaises et les lignes de défenses. Il y est affecté jusqu’au 20 septembre 1914.
Le 17 février 1912, il épouse à Paris (75) Marguerite Suzanne David (1893-1988) une jeune pianiste.
En 1913, il collabore avec l’écrivain Pierre Guerquin (1880-1967) pour un livre intitulé Le hameau de Marie-Antoinette. L’ouvrage est composé de 15 pages et comporte 11 eaux-fortes de Gaston Laplace, représentant divers pavillons du Hameau de la Reine Marie-Antoinette à Versailles. Le tirage a été limité à 76 exemplaires. Les différentes fabriques sont représentées avec une très grande précision et un très grand sens du détail.

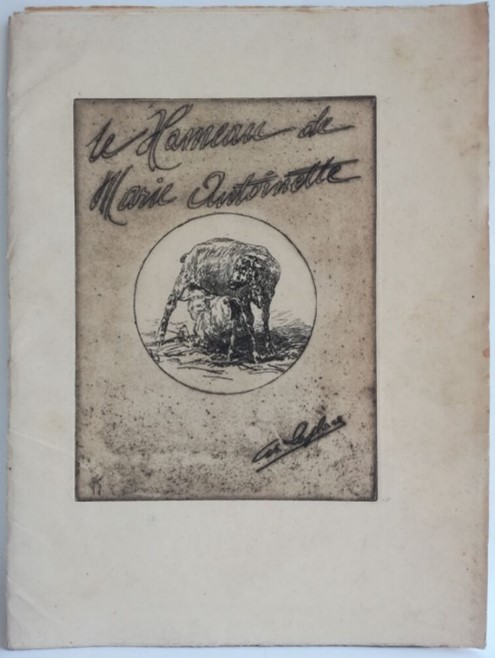
Couverture du livre Le Hameau de Marie-Antoinette, écrit par Pierre Guerquin (1880-1967) et illustré par Gaston Laplace (1885-1917) en 1913.
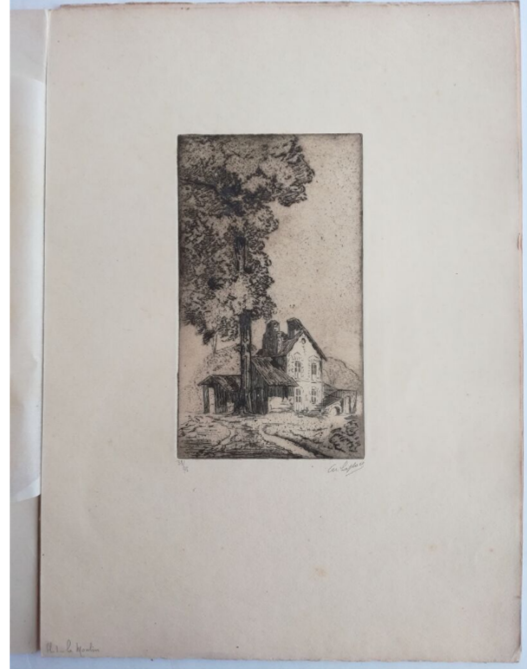
Le Moulin du Hameau de Marie Antoinette. Illustration extraite de l'ouvrage Le Hameau de Marie Antoinette.
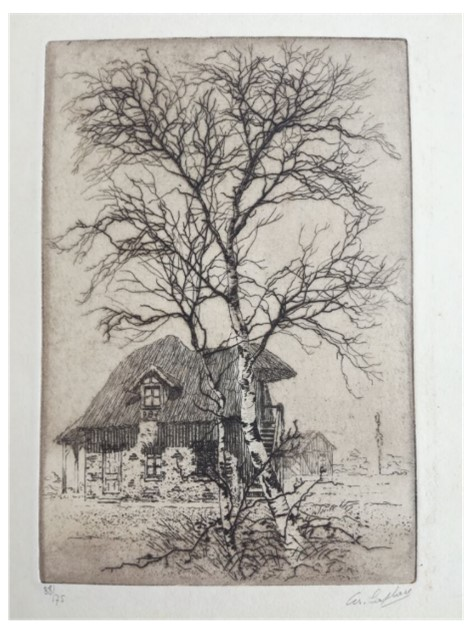
Le Colombier du Hameau de la Reine Marie Antoinette à Versailles. Illustration extraite de l'ouvrage Le Hameau de Marie Antoinette.
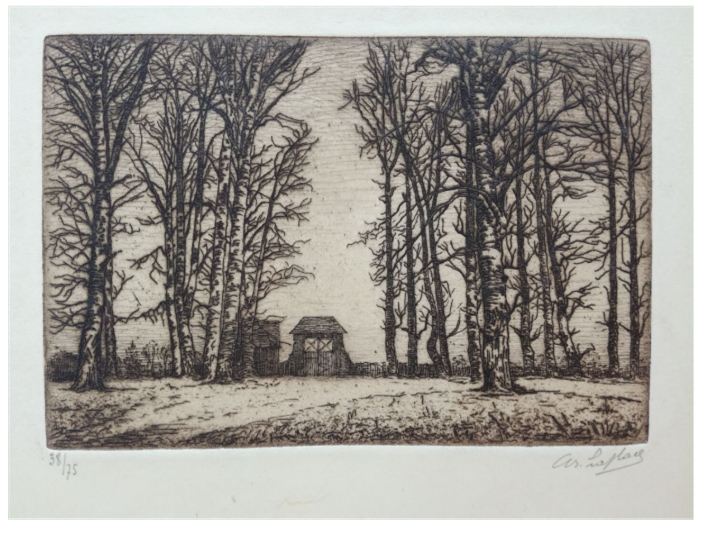
Probablement, la porte menant à la Ferme du Hameau de Marie Antoinette. Illustration extraite de l'ouvrage Le Hameau de Marie Antoinette.

### Engagement dans la Première Guerre mondiale (1914-1917)
Il est rappelé dans l’armée active par le décret de mobilisation générale du 1er août 1914. Il rejoint la 20e section de secrétaires d’état-major et du recrutement, le 4 novembre 1914. Son affectation dans ce service auxiliaire est maintenue par une décision de la Commission de réforme de Montmirail, le 20 octobre 1915, en raison de ses troubles cardiaques fonctionnels.
Il existe peu d’informations sur la 20e section de secrétaires d’état-major et du recrutement. Elle était hors région militaire, dépendait du Gouvernement militaire de Paris et se situait dans la caserne Babylone, au n° 49 rue de Babylone, dans le 7e arrondissement de Paris. Le parcours détaillé de Gaston Laplace en tant que soldat n’est donc pas connu, sauf à travers ses dessins. 
Il est probable que Gaston Laplace ait été missionné par l’état-major afin de rendre compte par ses dessins des différents dégâts infligés aux villes touchées par le conflit. Cette théorie expliquerait pourquoi le graveur a représenté principalement des villes détruites par les combats entre 1914 et 1917. 
En novembre 1914, Gaston Laplace se rend à Reims afin de dessiner la ville, mais surtout la cathédrale de Reims surnommée « cathédrale martyre », martyrisées par l’occupation et les bombardements allemands dès les premiers jours de la guerre. Durant 1915, il se rend dans divers villages meurtris par la Bataille de la Marne (1914) ( Bétheny, Saint Thierry et Cauroy) et par la Bataille d’Arras ( Arras, Ablain-Saint-Nazaire, Mont-Saint-Eloi et Souchez). En 1916, il dessine les villes martyres de Verdun et de Combles. En 1917, il est envoyé sur le Front italien.

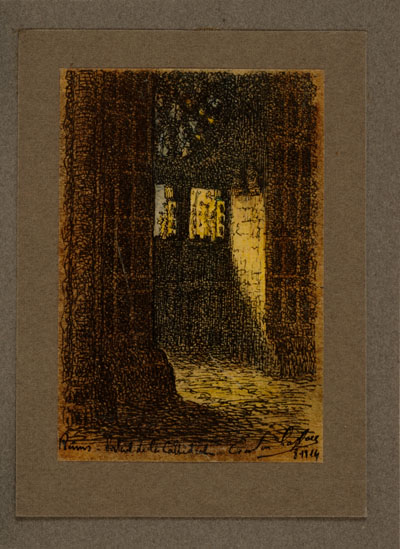
Vue intérieure du portail de la Cathédrale de Reims dessinée par Gaston Laplace (1885-1917) le 8 novembre 1914

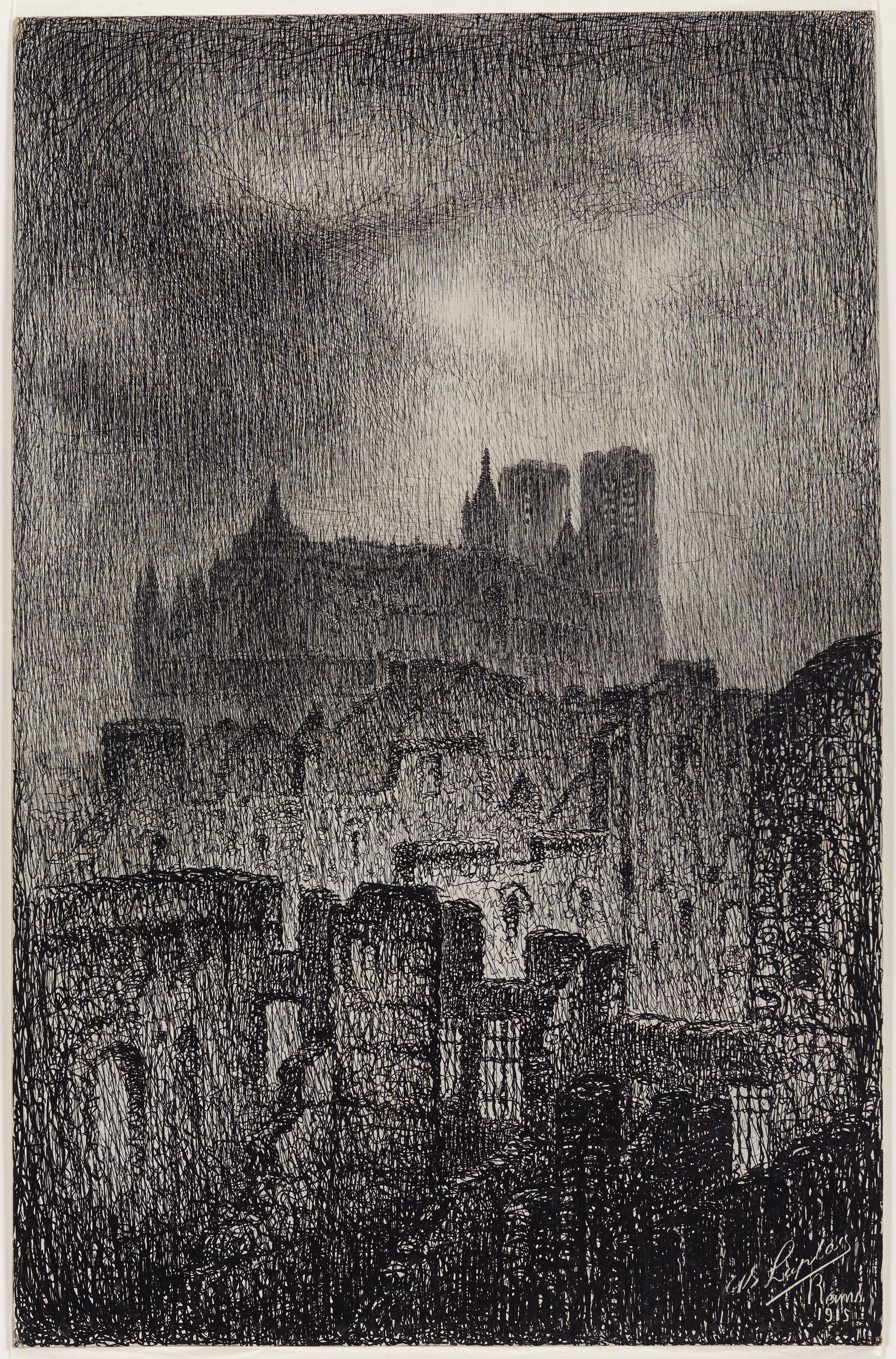
Extérieur de la cathédrale de Reims, PPD3528

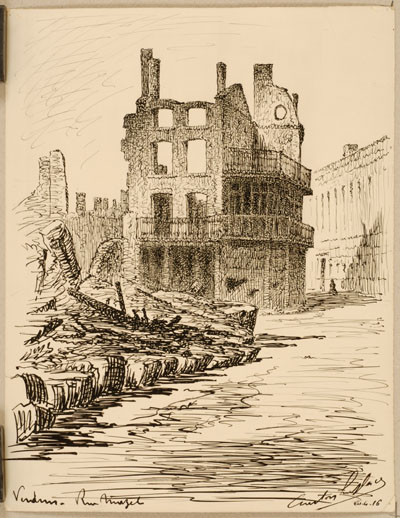
Représentation de la rue Mazel à Verdun le 20 avril 1916

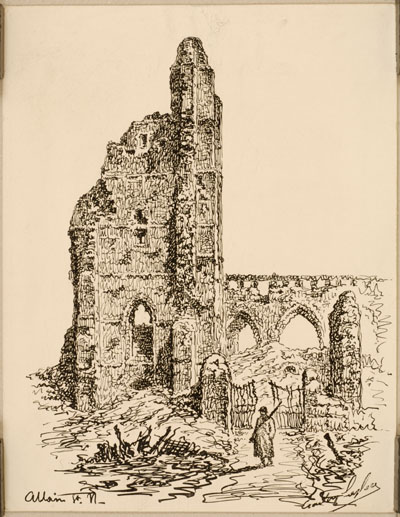
Ruine de la Vieille Eglise d'Albain Saint Nazaire (Pas de Calais) dessinée par Gaston Laplace en 1915

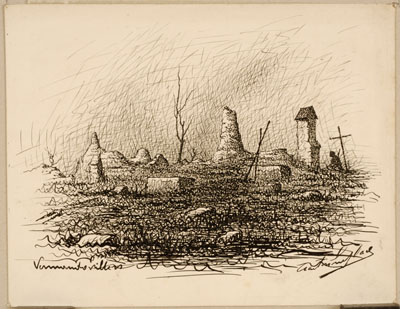
Vue de la ville de Vermandovillers (Somme) dessinée par Gaston Laplace (1885-1917) en 1915

Les dessins de Gaston Laplace ont pu être utilisés à des fins de propagande antigermanique dans la presse et dans des expositions fondées sur l’exaltation du patrimoine architectural et artistique meurtri. Ses dessins de ruines s’inscrivent, dès le début du conflit, dans la guerre des images. Les dessins de ruines ont un double objectif : documenter les traces matérielles d’un conflit armé aussi bien sur des habitations de quartiers que sur des monuments historiques ; dénoncer les « crimes » de l’armée allemande contre les monuments historiques détruits et ravagés malgré les prescriptions normatives édictées par la Première (1899) et la Seconde conférence de La Haye (1907). Durant la Première Guerre mondiale, le patrimoine dévasté est un puissant argument de propagande contre l’ennemi, dans le but de rallier la population française contre l’armée allemande. En juillet 1917, certains de ses dessins de villes meurtries en ruines sont exposés au musée Leblanc à Paris.

### Dernières années et postérité
En décembre 1917, il obtient une permission pour voir sa famille à Paris. Le 12 décembre 1917, vers 22h30, il  prend place à bord du train PLM ML 3874 en gare de Modane. Le train quitte la gare à 22 h 47. Lors de la descente dans la vallée, le train s’emballe et déraille au lieu-dit La Saussaz à Saint-Michel-de-Maurienne (73). Gaston Laplace meurt, son corps n’a pas pu être identifié. Ses restes, ainsi que ceux des 276 autres soldats non identifiés, sont transférés à la Nécropole nationale de la Doua et inhumés dans la tombe collective 37, Carré E, rang 4.
Il est déclaré présumé décédé le 13 décembre 1917 dans l’Accident ferroviaire de Saint-Michel-de-Maurienne et rayé des contrôles le 14 décembre 1917.  Un avis de disparition C.H.F est émis le 12 avril 1918. Il ne sera définitivement déclaré mort pour la France qu’en 1919. Le 5 juillet 1919, une aide de secours de 150 francs est accordée à sa veuve.
Afin de faire connaître les œuvres de son mari, sa veuve fait acquérir plusieurs de ses œuvres par diverses institutions comme le Fonds national d'art contemporain (déposé par la suite en dépôt au musée du Louvre) ou encore La Contemporaine.
Son nom est mentionné sur plusieurs plaques commémoratives et dans plusieurs livres d’or :
- Plaques commémoratives 1914-1918 de l'Église Saint-Sulpice 6e arrondissement Paris (75) ;
- Plaques commémoratives 1914-1918 de la mairie du 6e arrondissement Paris (75) ;
- Plaques commémoratives pour les 20 arrondissements de Paris (75) faisant office de Monument aux Morts ;
- Livre d'or du ministère des pensions 6e arrondissement Paris (75) ;
- Livre d'or de la société des artistes Français 8e arrondissement Paris (75).

## Œuvres dans les collections publiques
La Contemporaine, bibliothèque, archives et musée des mondes contemporains, possède 53 de ses œuvres.
- Reims, portail de la cathédrale, 8 novembre 1914, 16 x 12 cm, encre de Chine, plume et aquarelle, OR F3 000488.
- St.Thierry (Marne), 1 janvier 1915, 15,7 x 11,7 cm, encre de Chine, plume et aquarelle, OR F3 000497
- Reims, couvent des Cordeliers, 5 janvier 1915, 11,1 x 15,1 cm, encre de Chine, plume et aquarelle, OR F3 000484
- Reims, rue Cérès, 7 janvier 1915, 15 x 11,1 cm, encre de Chine, plume et aquarelle, OR F3 000485
- Reims, rue de Lille, 10 février 1915, 11 x 14,8 cm, encre de Chine, plume et aquarelle, OR F3 000483
- Reims, rue de la gare, 14 février 1915, 15 x 11,1 cm, encre de Chine, plume et aquarelle, OR F3 000486
- Bétheny (Marne), 17 mars 1915, 21 x 16,5 cm, encre de Chine et plume, OR FL 000670
- Cauroy (Marne), 17 mars 1915, 21 x 16 cm, encre de Chine et plume, OR F3 000501
- Bétheny (Marne), 14 mai 1915, 21 x 16,5 cm, encre de Chine et plume, OR FL 000671
- Ablain-Saint-Nazaire (Pas-de-Calais), 28 juin 1915, 16 x 21 cm, encre de Chine et plume, OR F3 000493
- St. Thierry (Marne), 14 juillet 1915, 16,5 x 21 cm, encre de Chine et plume, OR FL 000672
- Crugny antique (Marne), août 1915, 15,6 x 11,7 cm, encre de Chine, plume et aquarelle, OR F3 000498
- Reims, Impasse St. Jacques, 2 août 1915, 11,4 x 15,4 cm, encre de Chine, plume et aquarelle, OR F3 000482
- Hôtel de Ville de Bétheny (Marne), 1915, 20,9 x 16,1 cm, plume et encre de Chine sur carton, OR 004520
- Albert, le Café de la musique (Somme), 1915, 16 x 21 cm, encre de Chine et plume, OR F3 000490
- Combles (Somme), 1915, 16 x 21 cm, encre de Chine et plume, OR F3 000491
- Biaches (Somme), 1915, 16 x 21 cm, encre de Chine et plume, OR F3 000492
- Ablain-Saint-Nazaire (Pas-de-Calais), 1915, 17 x 26 cm, crayon, craie et fusain, OR F3 000494
- Mont-Saint-Eloi (Pas-de-Calais), 1915, 26 x 17,5 cm, crayon, craie et fusain, OR F3 000495
- Paysage de guerre, 1915, 13 x 21 cm, encre de Chine et plume, OR F3 000502
- Herbeville (Seine-et-Oise), 1915, 26 x 17 cm, craie et pastel, OR F3 000503
- Herbeville (Seine-et-Oise), 1915, 17 x 26 cm, craie et pastel, OR F3 000504
- La sucrerie (Souchez, Pas-de-Calais), 1915, 16 x 25 cm, craie, crayon, fusain et sanguine, OR F3 000505
- Erches (Somme), 1915, 26 x 17,5 cm, craie, crayon et fusain, OR F3 000506
- Clermont-en-Argonne (Meuse), 1915, 16 x 21 cm, encre de Chine et plume, OR F3 000507
- Nomény (Meurthe-et-Moselle), 1915, 16 x 21 cm, encre de Chine et plume, OR F3 000508
- Fresnes-en-Woëvre (Meuse), 1915, 16 x 21 cm, encre de Chine et plume, OR F3 000509
- Vermandovillers (Somme), 1915, 16 x 21 cm, encre de Chine et plume, OR F3 000510
- Mont-sur-Meurthe (Meurthe-et-Moselle), 1915, 21 x 16 cm, encre de Chine et plume, OR F3 000511
- Arras, 1915, 21 x 16,5 cm, encre de Chine et plume, OR FL 000667
- Ablain-St.-Nazaire (Pas-de-Calais), 1915, 21 x 16,5 cm, encre de Chine et plume, OR FL 000668
- Combles (Somme), 1915, 21 x 16,5 cm, encre de Chine et plume, OR FL 000669
- Vassogne (Aisne), 1915, 16,5 x 21 cm, encre de Chine et plume, OR FL 000673
- Verdun, place d'armes, 10 avril 1916, 11 x 15,2 cm, encre de Chine, plume et aquarelle, OR F3 000521
- Verdun, bords de la Meuse, 11 avril 1916, 11,1 x 14,9 cm, encre de Chine, plume et aquarelle, OR F3 000518
- Verdun, L'évêché, 19 avril 1916, 14,9 x 11 cm, encre de Chine, plume et aquarelle, OR F3 000514
- Verdun, rue Mazel, 20 avril 1916, 21 x 16 cm, encre de Chine et plume, OR F3 000512
- Verdun, rue Basse, 22 avril 1916, 15 x 11,1 cm, encre de Chine, plume et aquarelle, OR F3 000516
- Verdun, place Mazel, 4 mai 1916, 11,1 x 15,1 cm, encre de Chine, plume et aquarelle, OR F3 000522
- Verdun, rue Cheviste, 10 mai 1916, 17 x 26 cm, aquarelle, crayon, fusain et pastel, OR F3 000526
- Verdun, rue des Hauts-Degrés, 20 mai 1916, 15 x 11 cm, encre de Chine, plume et aquarelle, OR F3 000520
- Verdun, rue St.Pierre, 20 mai 1916, 11,1 x 15 cm, encre de Chine, plume et aquarelle, OR F3 000524
- Verdun, Belleville, 9 août 1916, 11,1 x 14,9 cm, encre de Chine, plume et aquarelle, OR F3 000515
- Verdun, rue Anart, 20 août 1916, 10,9 x 15 cm, encre de Chine, plume et aquarelle, OR F3 000517
- Reims, rue de Dijon, 8 septembre 1916, 15,7 x 11,5 cm, encre de Chine, plume et aquarelle, OR F3 000487
- Combles (Somme), 8 octobre 1916, 15,7 x 11,8 cm, encre de Chine, plume et aquarelle, OR F3 000489
- Combles, le bois Doré (Somme), 14 octobre 1916, 25,5 x 17 cm, crayon, fusain et pastel, OR F3 000496
- Sailly (Somme), 19 octobre 1916, 16,5 x 21 cm, encre de Chine et plume, OR FL 000674
- Le fort de Vaux, 1916, 16 x 21 cm, encre de Chine et plume, OR F3 000513
- Verdun, 1916, 17 x 26 cm, aquarelle, crayon, fusain et Pastel, OR F3 000525
- Verdun, faubourg St.Pierre, l'église, août 1917, 15,1 x 10,8 cm, encre de Chine, plume et aquarelle, OR F3 000519
- Crugny (Marne), 4 août 1917, 15,8 x 11,5 cm, encre de Chine, plume et aquarelle, OR F3 000499
- Sermaize (Marne), 21 x 16 cm, encre de Chine et plume, OR F3 000500

Le Musée Carnavalet possède : 
- Façade de l'église Saint-Séverin, entre 1900 et 1914, 29,9 x 11,6 cm, eau-forte, G.16607 ;
- Saint-Etienne du Chardonnet, entre 1900 et 1914, 18,9 x 12,2 cm, eau-forte, G.16608 ;
- Saint-Etienne du Mont, entre 1900 et 1914, 18,2 x 11,2 cm, eau-forte, G.16609 ;
- Saint-Germains des Près, entre 1900 et 1914, 30,4 x 15,2 cm, eau-forte, G.16610 ;
- Notre-Dame de Paris, façade latérale nord, entre 1900 et 1914, 17,3 x 13,7 cm, eau-forte, G.16611 ;
- Façade d'une église de Paris, entre 1900 et 1914, 19 x 10,3 cm, eau-forte, G.16612 ;
- Saint-Germain de Charonne, entre 1900 et 1914, 17,2 x 11,7 cm, eau-forte, G.16613 ;
- Abside de Saint-Eustache, les Halles, entre 1900 et 1914, 16,6 x 13,2 cm, eau-forte, G.16614 ;
- Saint-Nicolas des Champs, entre 1900 et 1914, 20,2 x 12,8 cm, eau-forte, G.16615.

Le Musée du Louvre, département des arts graphiques, possède : 
- Tête de vieille femme d'après REMBRANDT Harmensz van Rijn, entre 1900 et 1914, 60 x 46 cm, eau-forte et burin, Chalcographie 6671 C/ Recto ;
- Portrait de vieillard d'après REMBRANDT Harmensz van Rijn, entre 1900 et 1914, 53,3 x 38,1 cm, eau-forte, aquatinte et burin, Chalcographie 6672 C/ Recto ;
- Vieille maison à Quimperlé, entre 1900 et 1914, 26 x 40 cm, eau-forte, Chalcographie 6750 C/ Recto ;
- Vieille maison à Quimperlé, entre 1900 et 1914, 25,9 x 40 cm, eau-forte ?, Chalcographie 6750 G/ Recto ;
- Le vieil hôtel de Ville d'Amiens, début XXème siècle, 34,3 X 23,6 cm, eau-forte ?, Chalcographie 6776 G/ Recto.

Au Petit Palais, musée des Beaux-arts de la ville de Paris : 
- Extérieur de la cathédrale de Reims, 1915, 49,7 x 32,3 cm, encre noire et carton, PPD3528 ;
- Le moulin de la Mue, 1er quart du 20e siècle, 40 x 48,8 cm, eau-forte, aquatinte et papier vélin, PPG3186 ;
- Le moulin de la Mue, 1er quart du 20e siècle, 40 x 48,8 cm, eau-forte, aquatinte et papier vélin, PPG3187 ;
- Le moulin de la Mue, 1er quart du 20e siècle, 40,5 x 49 cm, Cuivre aciéré, PPG3638 ;
- Le pont romain, 1er quart du 20e siècle, 52,5 x 40 cm, eau-forte et aquatinte, PPG3189 ;
- Le moulin de la Mue, 1er quart du 20e siècle, 40 x 48,8 cm, eau-forte, aquatinte et papier vélin, PPG3183 ;
- Porche en ruine, 1er quart du 20e siècle, 39 x 48 cm, eau-forte, aquatinte et papier vélin, PPG3188 ;
- Le moulin de la Mue, 1er quart du 20e siècle, 40 x 48,8 cm, eau-forte, aquatinte et papier vélin, PPG3185 ;
- Le moulin de la Mue, 1er quart du 20e siècle, 40 x 48,8 cm, eau-forte, aquatinte et papier vélin, PPG3184.

## Galerie

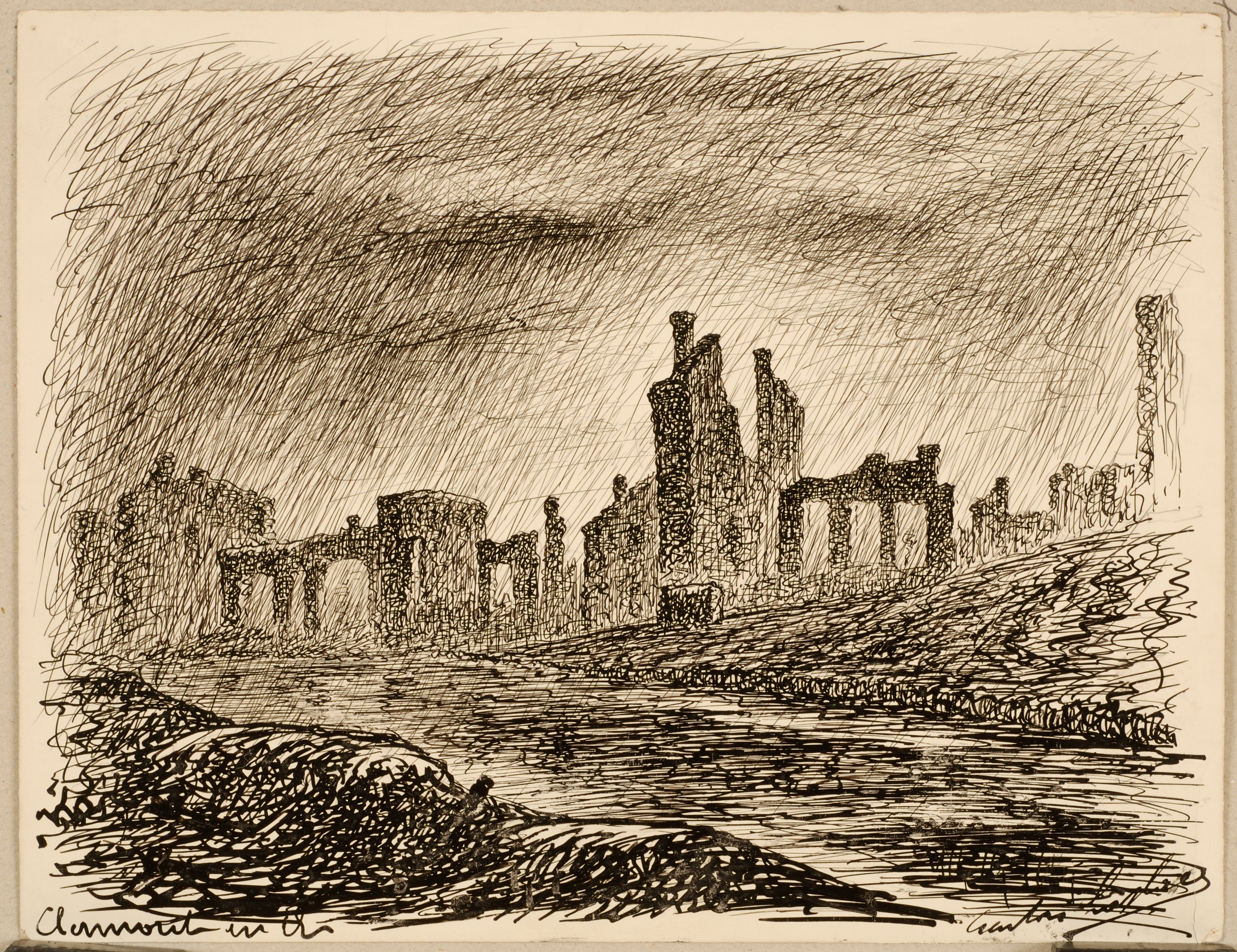
Clermont-sur-Garonne (Meuse)
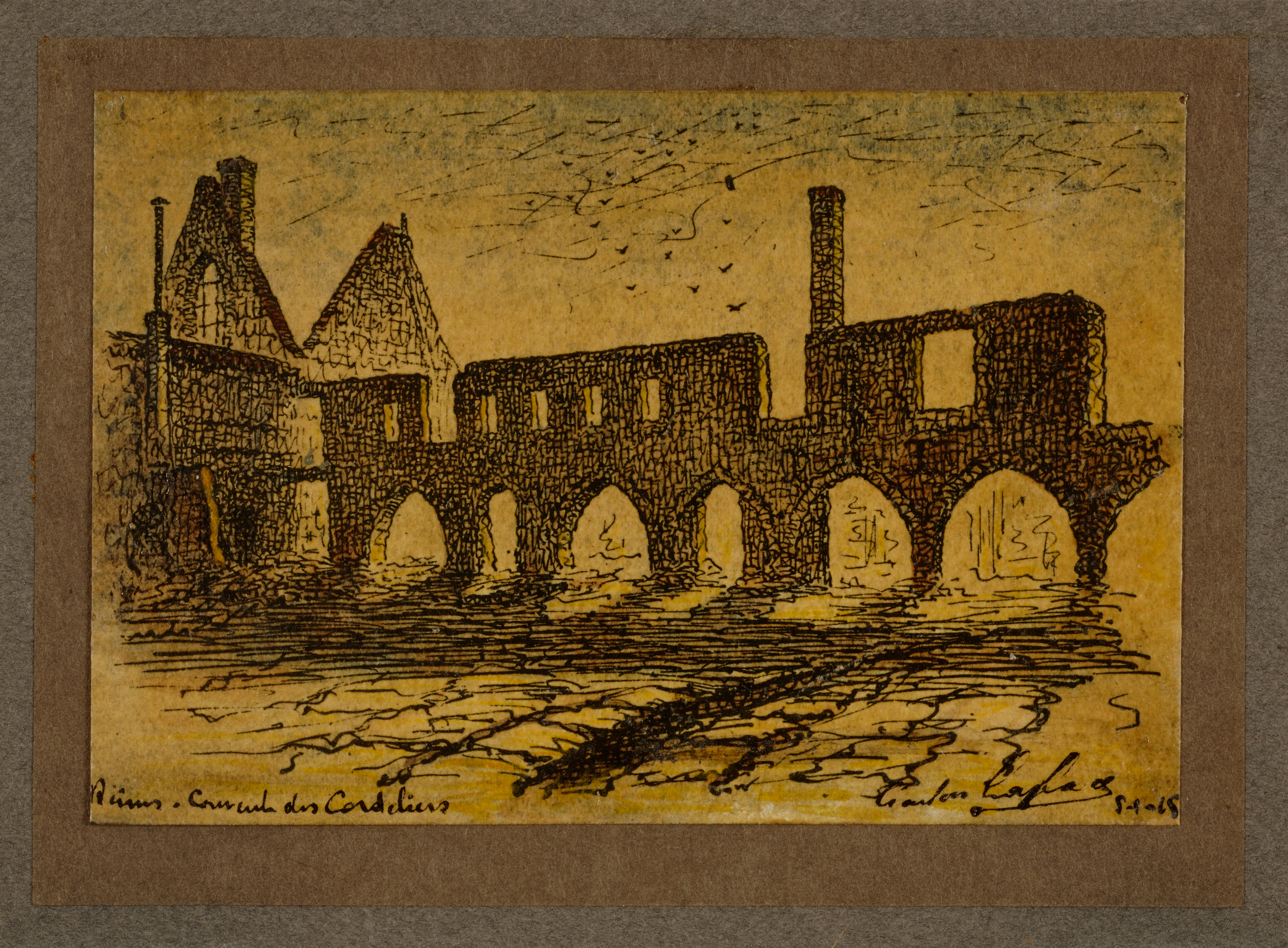
Couvent des Cordeliers, Reims
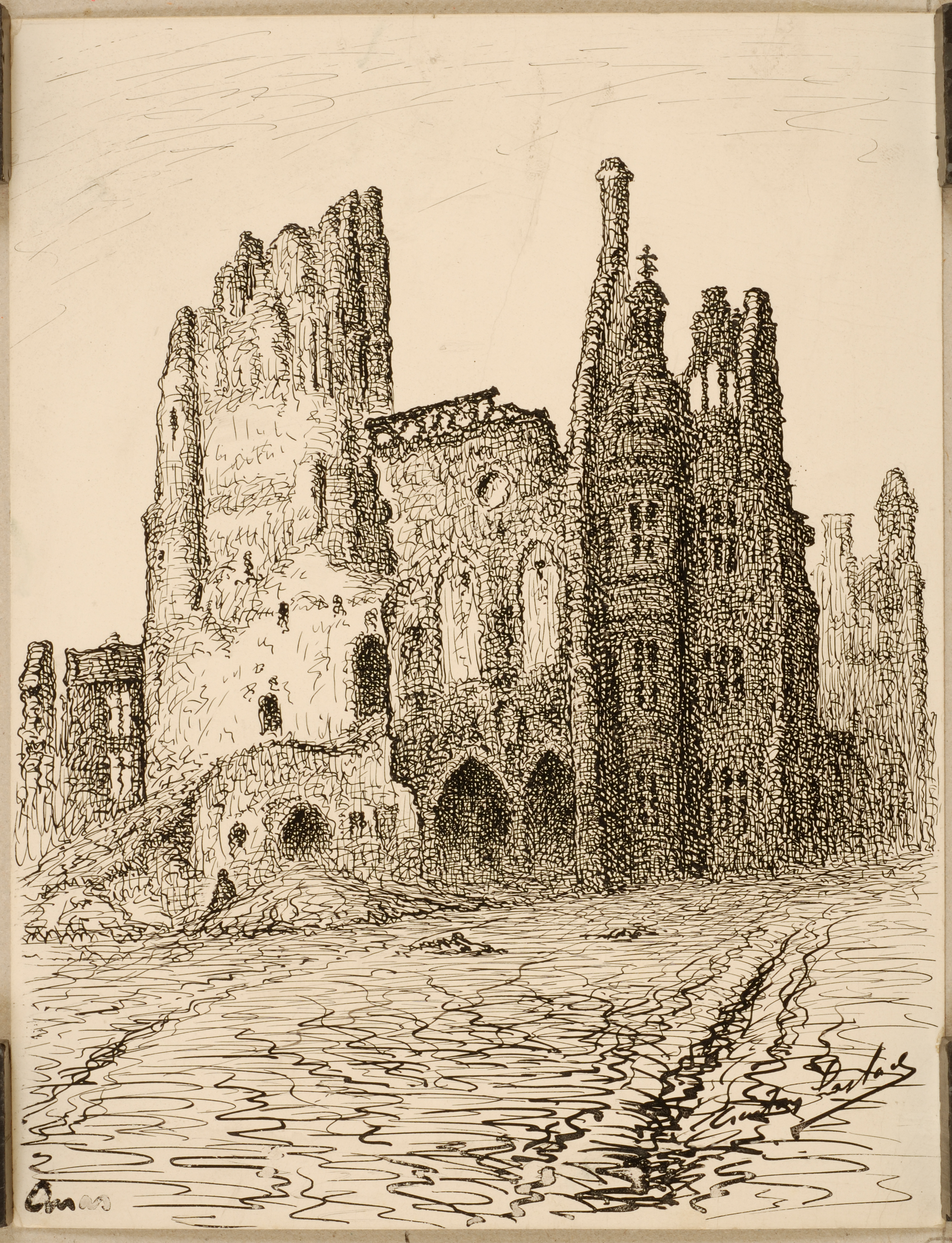
Arras, 1915
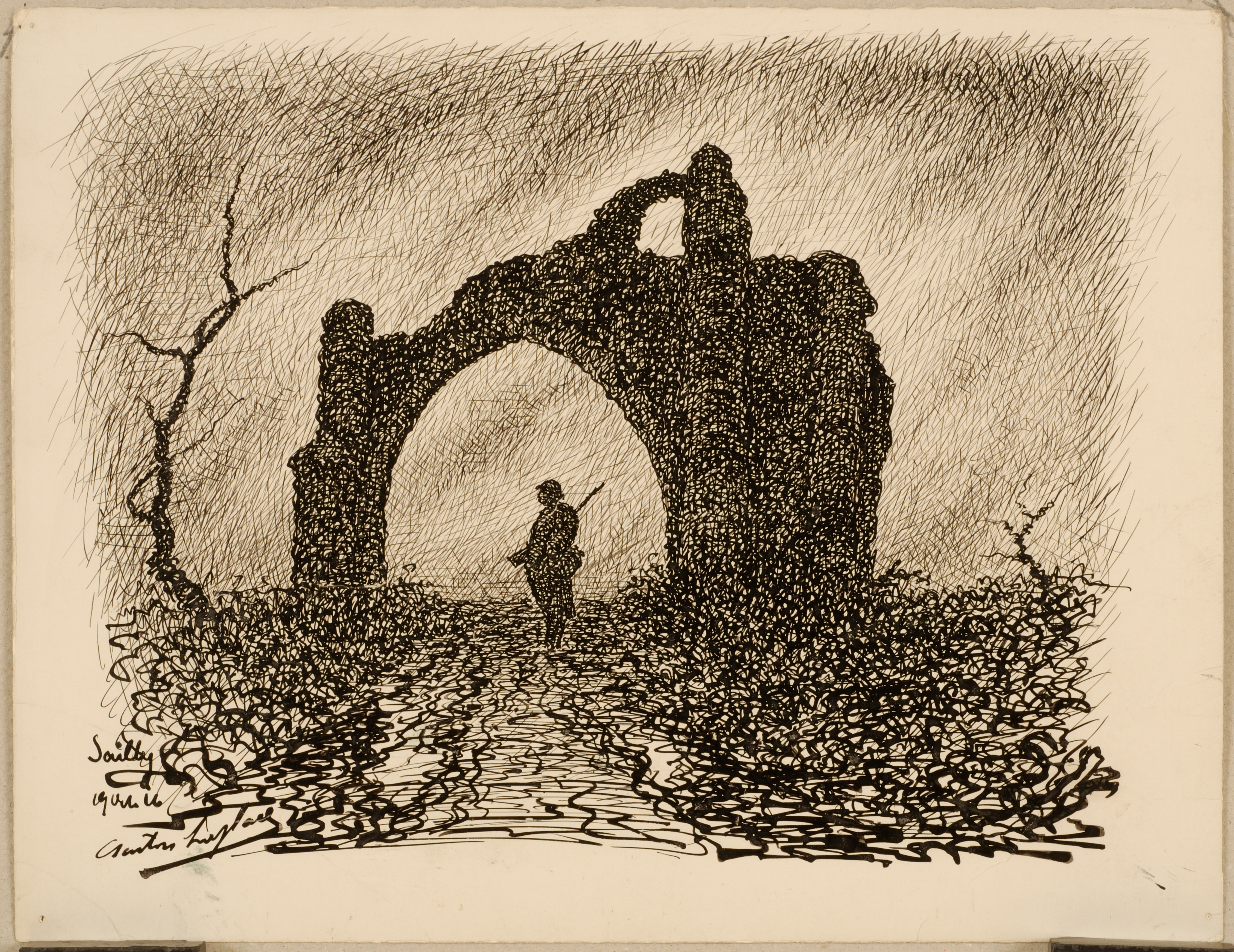
Sailly, Somme, 1916
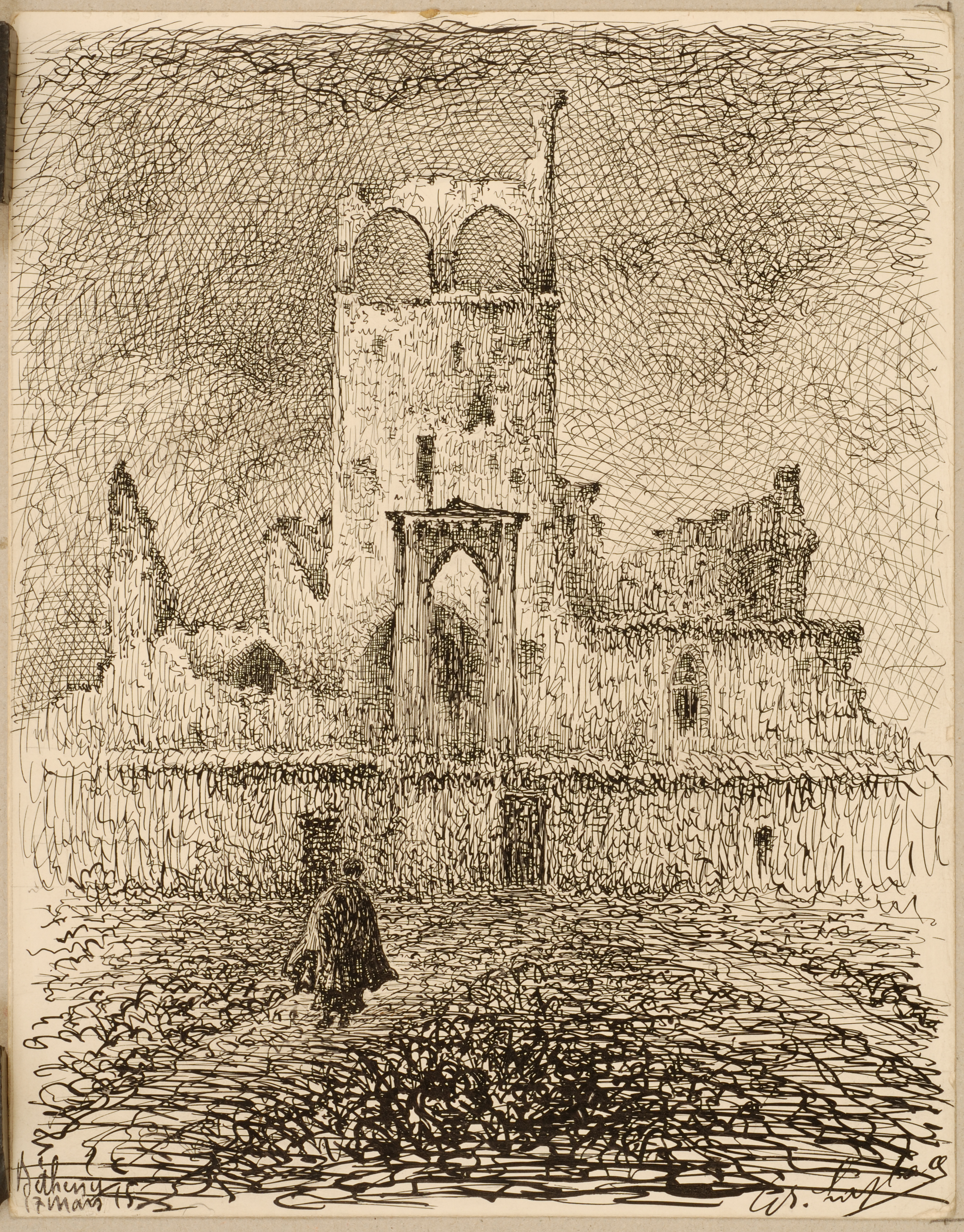
Bétheny, Marne, 1915